# (148604) Shobbrook
(148604) Shobbrook est un astéroïde de la ceinture principale.

## Description
(148604) Shobbrook est un astéroïde de la ceinture principale. Il fut découvert le 11 septembre 2001 à Terre Haute par Chris Wolfe. Il présente une orbite caractérisée par un demi-grand axe de 2,65 UA, une excentricité de 0,21 et une inclinaison de 12,4° par rapport à l'écliptique.

## Compléments